# Swiss Re
Swiss Re er verdens største genforsikringsselskab efter opkøbet af GE Insurance Solutions. Virksomheden, der nu er aktiv i mere end 30 lande, blev grundlagt den 19. december 1863 af Schweizerische Kreditanstalt (forgængeren for Credit Suisse) og Basler Handelsbank. Det internationale hovedkontor ligger i Zürich i Schweiz.
Swiss Re har et dansk kontor i AP Pensions hovedsæde på Østerbro. 